# Atur
Atur (en occitano, Astur) era una comuna francesa situada en el departamento de Dordoña, de la región de Nueva Aquitania, que el 1 de enero del 2016 pasó a ser una comuna delegada de la comuna nueva de Boulazac-Isle-Manoire, al fusionarse con las comunas de Boulazac y Saint-Laurent-sur-Manoire.

## Demografía
| Gráfica de evolución demográfica de Atur entre 1800 y 2013 |
|                                                            |

Los datos demográficos contemplados en este gráfico de la comuna de Atur se han cogido de 1800 a 1999, de la página francesa EHESS/Cassini, y los demás datos, de la página del INSEE.